# زارا داوسون
زارا داوسون (بالإنجليزية: Zara Dawson)‏ هي ممثلة بريطانية، ولدت في 24 سبتمبر 1983 في المملكة المتحدة.

## وصلات خارجية
- زارا داوسون على موقع IMDb (الإنجليزية)
- زارا داوسون على موقع قاعدة بيانات الفيلم (الإنجليزية)